# Novotoškivske
Novotoškivske (ukrajinsky Новотошківське, rusky Новотошковское – Novotoškovskoje) je sídlo městského typu v Luhanské oblasti na Ukrajině. K roku 2011 mělo přes dva tisíce obyvatel.

## Poloha
Novotoškivske je vzdáleno přibližně deset kilometrů severně od Holubivky, dvaadvacet kilometrů severovýchodně od Popasny a přibližně dvaapadesát kilometrů severozápadně od Luhanska, správního střediska oblasti.

## Dějiny
Novotoškivke je poznamenáno rusko-ukrajinskou válku. Od roku 2014 se v rámci války na východní Ukrajině nacházelo nedaleko hranice samozvané Luhanské lidové republiky a probíhaly zde občasné boje. V rámci ruské invaze na Ukrajinu v roce 2022 dobyli Rusové po silném bombardování Novotoškivke 26. dubna.

### Rodáci
- Olena Mykolajivna Tokarová (* 1987), operní pěvkyně